# Am Hof
Am Hof ist einer der historisch bedeutendsten Plätze der Wiener Innenstadt. Er befindet sich zwischen Bognergasse, Naglergasse, Heidenschuss, Färbergasse, Judenplatz und Schulhof im ältesten Kern der Stadt in unmittelbarer Nachbarschaft der mittelalterlichen Judenstadt.

## Geschichte

Am Hof (1865) mit Zeughaus (links), Mariensäule, „Haus zur goldenen Kugel“, Collaltopalais und Kirche am Hof (rechts)

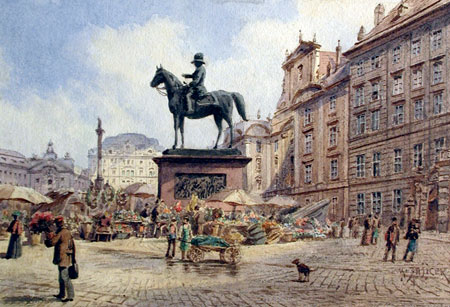
Marktleben vor dem Radetzky-Denkmal Am Hof, um 1890 (Aquarell von Carl Wenzel Zajicek)

Die Leiche des gelynchten Kriegsministers Graf Latour wird am 6. Oktober 1848 an eine Laterne gehängt

Das Bürgerliche Zeughaus um 1737

Der Platz Am Hof war bereits Teil des römischen Heerlagers Vindobona und war im Frühmittelalter unbesiedelt.
Zwischen 1155 und etwa 1275, der Fertigstellung der neuen Burg an der Stelle des heutigen Schweizertrakts der Hofburg, lag hier die Pfalz der Babenberger. Heinrich Jasomirgott hatte sie 1155/56 erbauen lassen, nachdem er seine Residenz von Klosterneuburg nach Wien verlegt hatte. Die Pfalz war ein Häuserkomplex um einen freien Platz, also ein Hof, mit dem Wohnhaus des Herzogs als Mittelpunkt. Sie diente auch als vorübergehender Sitz des Kaisers, wenn er diesen Teil des Reiches besuchte (Gastungspflicht). Gegen Nordwesten und Südwesten lehnte sich der „Hof“ an den Mauerzug des Römerkastells an, stadteinwärts war er durch Tore gegen die bürgerliche Altstadt und die Judenstadt abgegrenzt. Hier empfingen Heinrich Jasomirgott und seine Gemahlin Theodora 1165 Kaiser Friedrich Barbarossa.
Unter Heinrichs Sohn Leopold V. war der Turnier- und spätere Marktplatz zwischen 1177 und 1194 Schauplatz glänzender Veranstaltungen, bei denen Sänger und Dichter wie Reinmar von Hagenau und dessen Schüler Walther von der Vogelweide in Minnesang-Wettstreiten auftraten.
Mit der Übersiedlung der Landesfürsten in den Schweizertrakt der damals noch viel kleineren Hofburg um 1275 kam die „Babenberger Pfalz“ (Am Hof) gegen Ende des 13. Jahrhunderts an die landesfürstliche Münze. Die Häuser Nr. 10 und Nr. 12 wurden der benachbarten Judenstadt um den Judenplatz einverleibt. Ab 1340 wurden Am Hof Märkte abgehalten. 1365 kam es zur provisorischen Unterbringung der Karmeliter in der Münzstätte, 1386 zur offiziellen Schenkung durch Albrecht III., wobei der Platz erstmals „Am Hof“ genannt wurde. Die Karmeliter errichteten anstelle der romanischen Münzhofkapelle eine dreischiffige gotische Klosterkirche, die sie etwa 1420 fertigstellten. Der gotische Chor ist heute noch von der dahinterliegenden Gasse zu sehen. Die Karmeliter hatten schon das Haus des Juden Muschal besessen, sie erhielten noch weitere Häuser dazu, unter anderem das von Albrecht III. angekaufte Haus des Dichters Peter Suchenwirt.
Der Platz war von der nahe gelegenen Freyung ursprünglich durch Häuser getrennt, die nur eine schmale Verbindungsgasse freiließen und 1846 demoliert wurden. Schon ab dem 14. Jahrhundert wurde er als Markt genutzt, später auch als Richtplatz. 1463 wurde hier der Bürgermeister Wolfgang Holzer auf Befehl Albrechts VI. hingerichtet. 1515 fand die habsburgisch-jagiellonische Doppelhochzeit unter Kaiser Maximilian I. hier statt. Im 16. und 17. Jahrhundert hieß der Platz auch Krebsmarkt, da hier Seefische und Krebse angeboten wurden. Im 18. Jahrhundert wurde am Markt nur noch Gemüse und Obst verkauft.
Nach der Übergabe von Kirche und Kloster an die Jesuiten 1554 hieß der Platz „Bei den oberen Jesuiten“ und war Schauplatz der geistlichen Spiele der Jesuiten vor ihrer Kirche. Nach der Aufhebung des Jesuitenordens 1773 hieß der Platz wieder „Am Hof“. Das Klostergebäude der Jesuiten war 1783–1913 Sitz des Hofkriegsrates und des Kriegsministeriums.
1782 spendete Pius VI. von der Terrasse der Kirche den Segen Urbi et Orbi. Am 7. Dezember 1804 wurde von der Altane der Kirche aus die schon am 11. August 1804 vollzogene Annahme des Titels „eines erblichen Kaisers von Oesterreich“ durch Kaiser Franz II./I. (zusätzlich zum römisch-deutschen Kaisertitel) verkündet. Die verbreitete Annahme, auch die Niederlegung der römisch-deutschen Kaiserkrone und das faktische Erlöschen des Heiligen Römischen Reiches am 6. August 1806 sei von derselben Stelle aus verkündet worden ist nicht belegbar und beruht vermutlich auf einer Verwechslung.
Am 14. März 1848 erfolgte im Zuge der Revolution der Sturm auf das Zeughaus, am 6. Oktober wurde der Kriegsminister Theodor Graf Baillet von Latour aus dem Gebäude gezerrt, erschlagen und von der Menge in der Mitte des Platzes auf einer Laterne aufgehängt. Der Platz hieß kurzfristig „Volksplatz“.
1842–1918 und 1939–1942 erfreute sich ein Christkindlmarkt Am Hof großer Beliebtheit. 1973 entstand hier der Wiener Flohmarkt, der 1977 aus Platzgründen auf den Naschmarkt umgesiedelt wurde. Heute findet wieder jährlich ein Christkindlmarkt statt.
1892 wurde vor dem Gebäude des k.k. Hofkriegsrathsgebäude (das Kriegsministerium) das Reiterstandbild Feldmarschall Radetzkys von Caspar von Zumbusch enthüllt, das 1912 vor das neu erbaute Gebäude des Kriegsministeriums am Stubenring transferiert wurde. Anstelle des Hofkriegsratsgebäudes trat 1915 die Zentrale der Niederösterreichischen Escompte-Gesellschaft.
Des Weiteren befand sich am Hof noch die Hauptwache, die Nuntiatur und das Unterkammeramt.
In Carol Reeds Film „Der dritte Mann“ (gedreht 1948) kommt der Platz am Hof prominent vor, auf ihm steht die Litfaßsäule, durch die man in die Unterwelt des Wiener Kanalisationssystems gelangt.
1962/63 wurden im Zuge von Grabungen für eine Tiefgarage unter dem Platz Am Hof Reste der römischen Siedlung gefunden. Im Keller der heutigen Feuerwehrzentrale ist in originaler Lage ein Stück des Lagerhauptkanals zu besichtigen, der die Abwässer aus dem südlichen Lager aufnahm und sie in den Tiefen Graben zum Ottakringerbach führte.
Papst Johannes Paul II. hielt vor der Kirche Am Hof am 12. September 1983 eine Ansprache an in- und ausländische Arbeitnehmer.
Seit 1990 findet Am Hof jedes Jahr zu Silvester am 31. Dezember im Rahmen des Silvesterpfades eine Musikveranstaltung des Radiosenders Ö3 statt.
Am 7. September 2007 feierte Papst Benedikt XVI. mit rund 7.000 Menschen bei strömendem Regen als ersten großen Programmpunkt seiner Österreichreise einen Stationsgottesdienst. Nach nur sechs Minuten fielen das Mikrofon des Papstes sowie die Videowalls aus, weshalb die Rede von Benedikt XVI. abgebrochen werden musste.
2014 wurde in der ehemaligen Zentrale der Länderbank, bis 2012 Hauptquartier der Bank Austria, das Luxushotel Park Hyatt Vienna eröffnet.

## Kirche am Hof

Kirche am Hof, links davon die Mariensäule, rechts nachgebaute Jugendstilleuchte („Bischofsstab“)

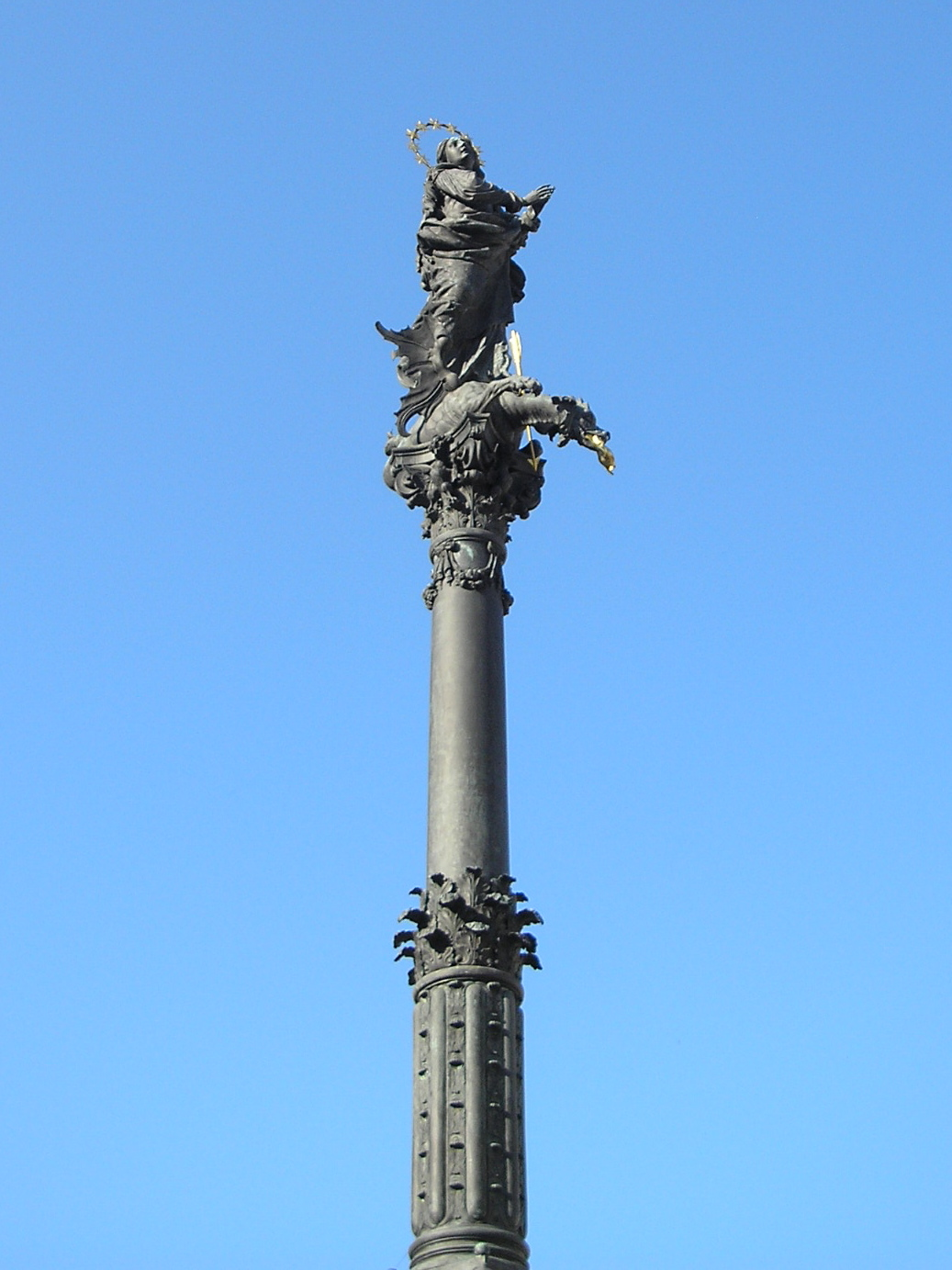
Detail der Mariensäule

Das bemerkenswerteste Gebäude ist die Kirche am Hof, zu den neun Chören der Engel, eine gotische Kirche mit barockisierter Fassade, von deren Balkon immer wieder wichtige Ereignisse, etwa die Auflösung des Heiligen Römischen Reiches, verkündet wurden. Während der Reformation verfiel die Kirche. König Ferdinand I. übergab das Gotteshaus 1554 dem kämpferischen Jesuitenorden, der drei Jahre vorher nach Wien geholt worden war (Alte Jesuitenkirche).
1607 brannte die Kirche ab. Bei der Renovierung wurde dem gotischen Gebäude eine barocke Hülle gegeben. 1662 wurde im Auftrag von Eleonora Magdalena, der Witwe Kaiser Ferdinands III., die monumentale Westfassade errichtet, die mit ihrer vorgezogenen Eingangshalle, den Seitenflügeln und der breit gespannten Altane (Loggia) in dem Gebäude eher einen Palast als eine Kirche vermuten lassen.
Die Kirche beherbergt heute die katholische Glaubensgemeinschaft der Kroaten in Wien.

## Mariensäule
Ende des Dreißigjährigen Krieges (1618–1648) akzentuiert die Mariensäule die Mitte des Platzes, wobei das sandsteinerne Original 1667 durch das heutige bronzene ersetzt wurde. Die Bronzefiguren stammten von Balthasar Herold, die Entwürfe für das Denkmal selbst stammen von Ludovico Ottavio Burnacini. Der Sockel und das Postament wurden von Carlo Martino Carlone begonnen und von Carlo Canevale vollendet. Die Bronzefigur der Maria Immaculata erhebt sich über einem quadratischen Sockel, an dessen Enden vier gewappnete Putti siegreich gegen den Drachen (Hunger), den Löwen (Krieg), die Schlange (Unglauben) und den Basilisken (Pest) fechten.

## Zeughaus

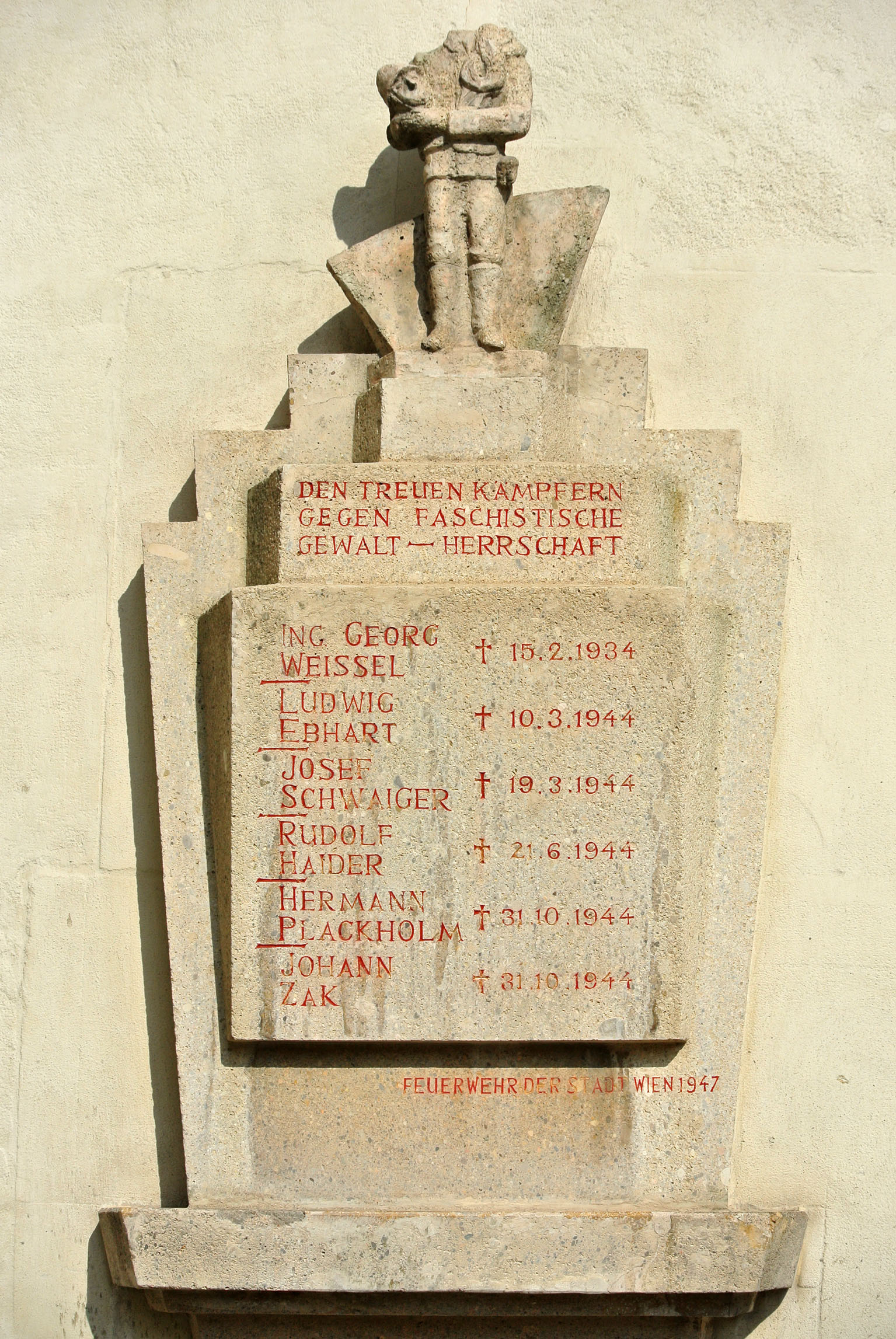
Gedenkstein an der Zentralfeuerwache Am Hof, Wien Innere Stadt

Das Bürgerliche Zeughaus (Nr. 10) wurde von der Stadt Wien auf dem Areal des ehemaligen jüdischen Fleischhofs erbaut, um hier einen städtischen Waffenvorrat für die Verteidigung Wiens anzulegen und wurde ab 1562 verwendet. Um 1676 wurde es um ein Nachbarhaus erweitert.
1731/1732 wurde die Hauptfassade durch Anton Ospel mit einem Dreiecksgiebel mit Wappen und Trophäen und einer hohen Attika darüber umgestaltet, die spanischen und französischen Vorbildern folgten. Mattielli schuf Allegorien der Beharrlichkeit und Stärke, die eine Weltkugel tragen.
1809 plünderten die Franzosen die Waffenvorräte und 1848 hatte die Nationalgarde hier ihr Hauptquartier. Der Gebäudekomplex steht heute der Wiener Berufsfeuerwehr zur Verfügung. 1947 wurde am Gebäude das Denkmal für die vom Faschismus ermordeten Feuerwehrmänner angebracht. Er wurde vom Bildhauer Mario Petrucci gestaltet, zeigt einen enthaupteten Feuerwehrmann, der seinen Kopf im rechten Arm trägt, und ist den Widerstandskämpfern Georg Weissel, Ludwig Ebhart, Josef Schwaiger, Rudolf Haider, Hermann Plackholm und Johann Zak gewidmet.
Infolge eines starken Sturmes beschädigte am 21. Juni 2007 ein zur Renovierung aufgestellter Kran das Dach und mehrere historische Figuren der Hauptfeuerwache. Der Kranführer starb.

## Collaltopalais

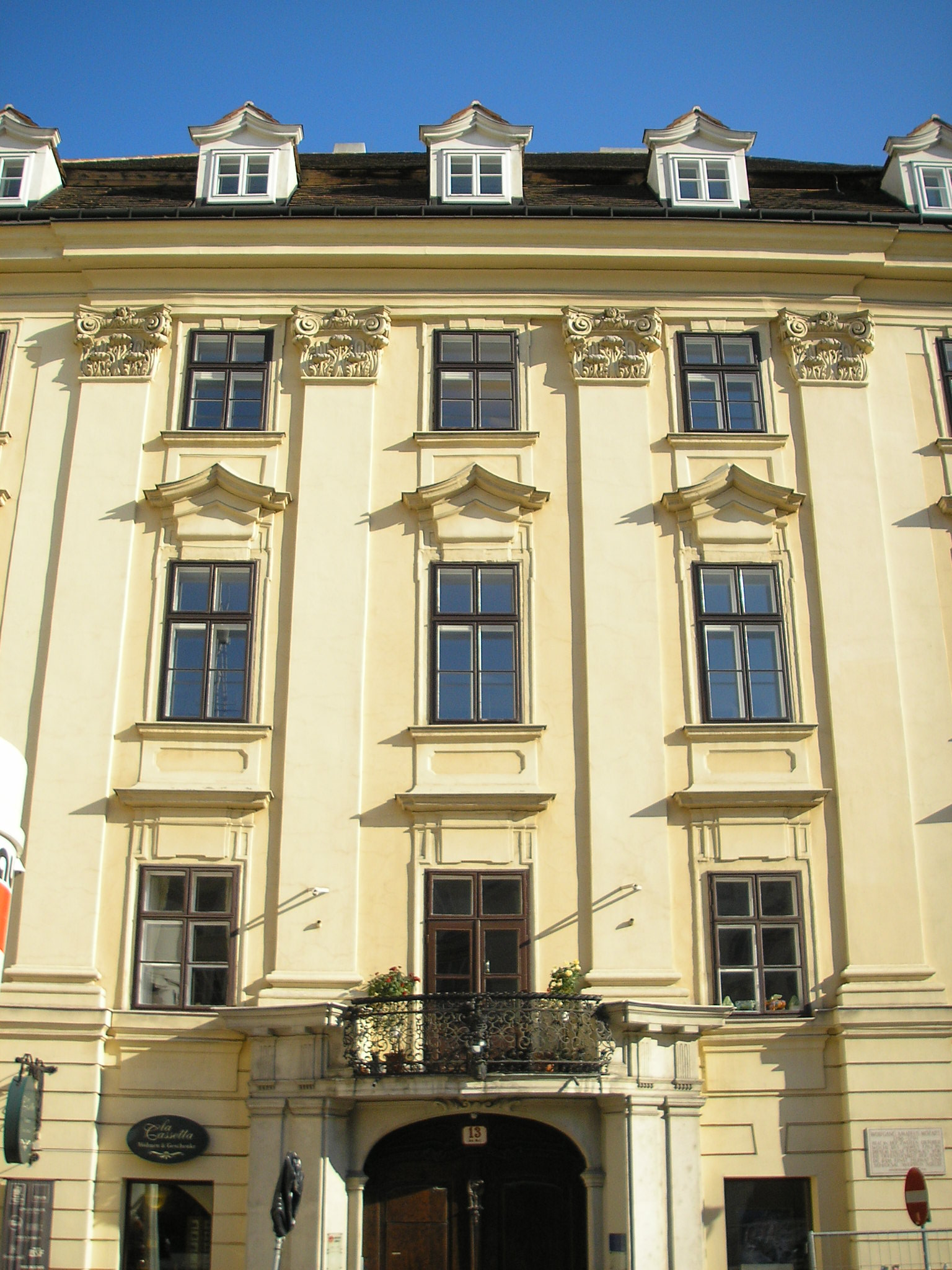
Das Palais Collalto

Das Collaltopalais (Nr. 13) wurde um 1671 erbaut, die Hauptfassade wurde zwischen 1715 und 1725 erneuert, wobei der Dreiecksgiebel der Fassade abgetragen wurde. Das Palais entstand aus mehreren kleinen Häusern und wurde mit dem Altane der daneben liegenden Kirche verbunden, wodurch ein Durchgang vom Platz Am Hof zum Schulhof entstand. Vor der Erbauung der kleinen Häuser befanden sich hier der Judengarten, der speziell für die Benutzung durch die Juden der Mittelalterlichen Judenstadt am benachbarten Judenplatz angelegt wurde, und später das Haus des Dr. Schrans, das Ferdinand I. für Zwecke der adeligen Landschaftsschule ankaufte, deren Leitung 1560 dem Jesuitenorden übertragen wurde. 1611 kauften die Stände das Haus und schenkten es dem damaligen Palatin von Ungarn, dem Grafen Thurzo; 1671 wurde es dem Grafen Collalto (gest. 1696) übergeben. Im Oktober 1762 trat bei ihm der damals sechsjährige Wolfgang Amadeus Mozart erstmals vor die Öffentlichkeit, seit 1956 gibt es am Haus eine Gedenktafel.

## Weitere Gebäude

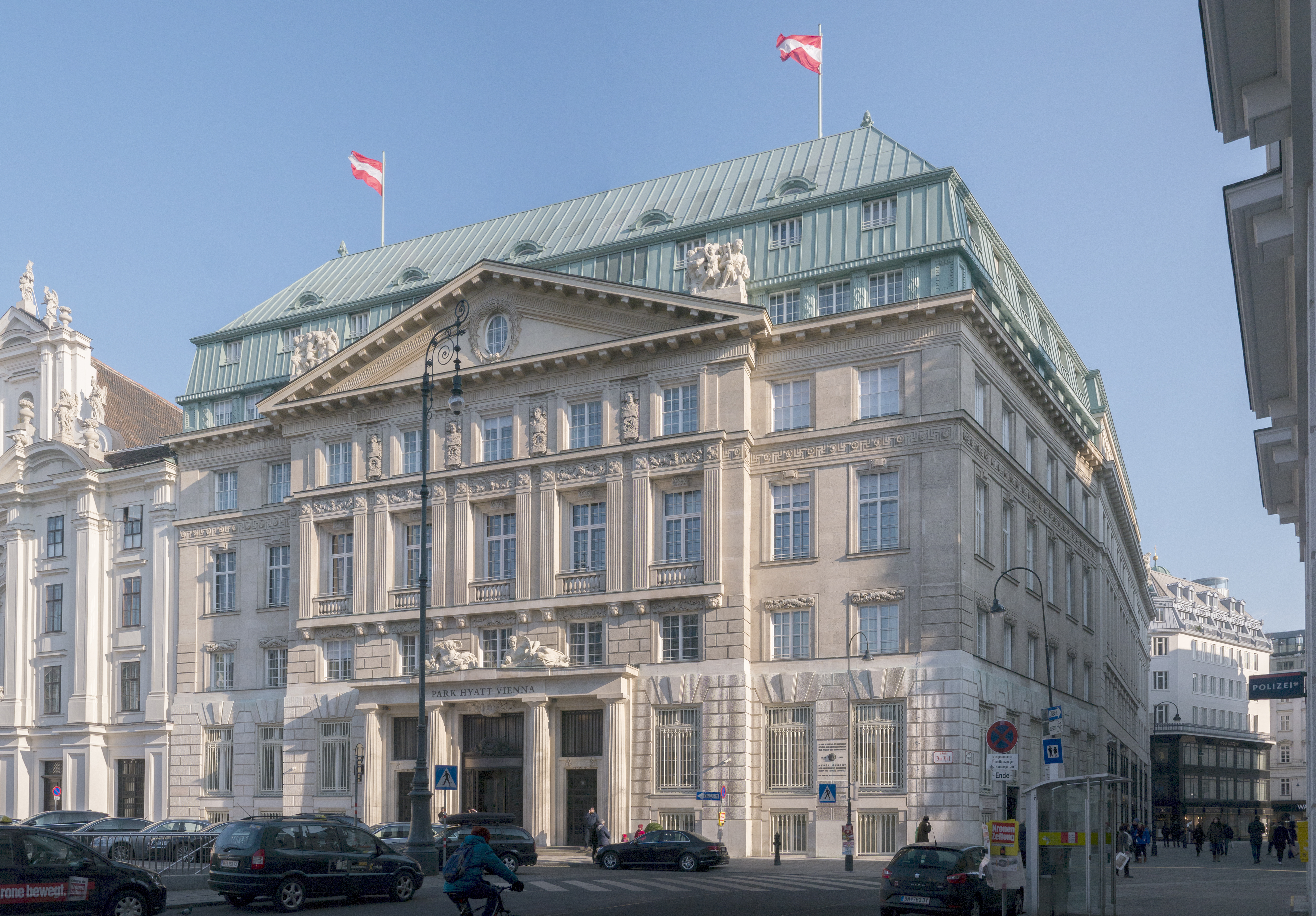
Am Hof 2 (ehem. Haus der Niederösterreichischen Escompte-Gesellschaft)

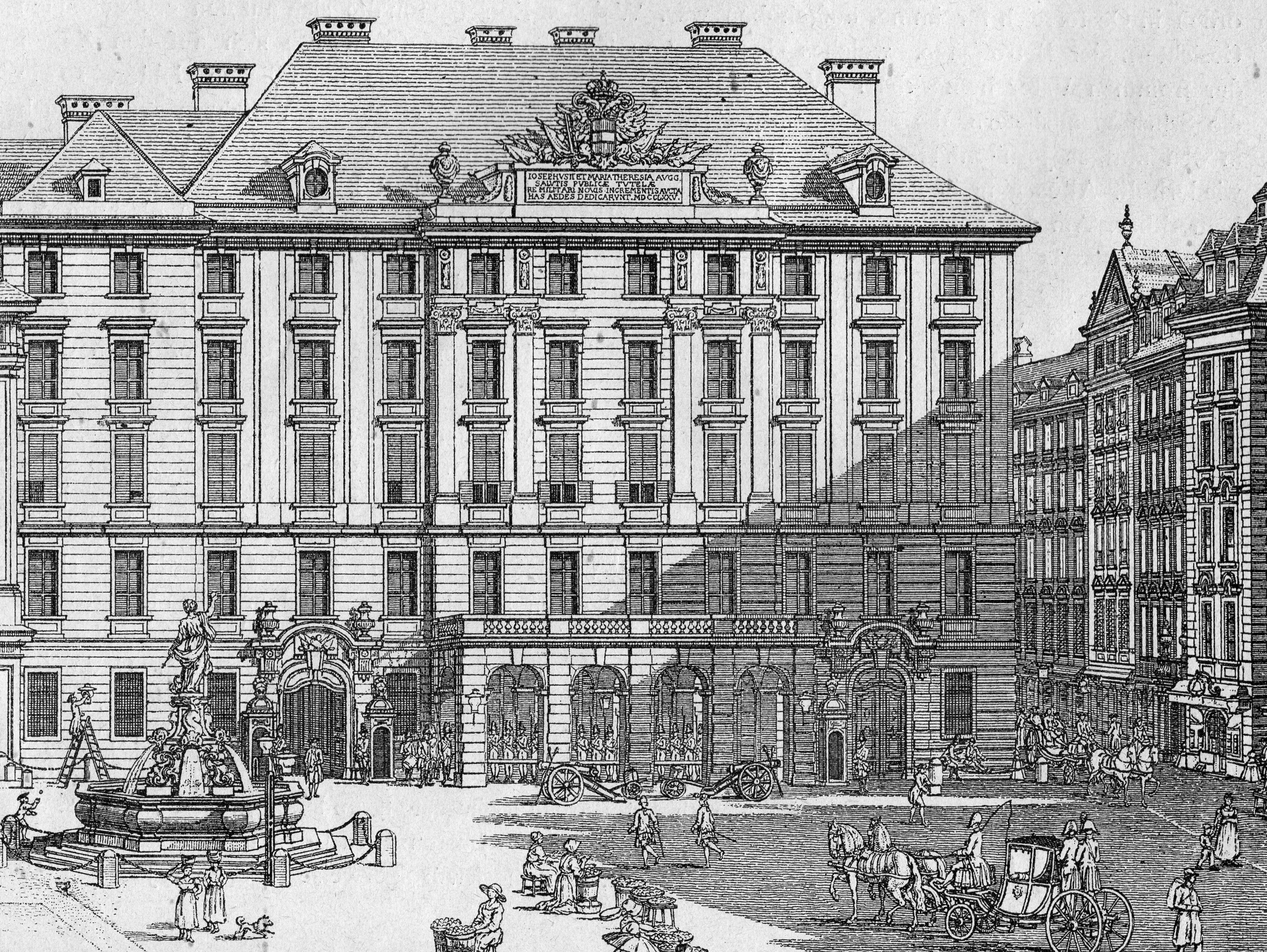
Das Hofkriegsratsgebäude im Jahre 1775

- Das Park Hyatt Vienna (Nr. 2) wurde ursprünglich als Zentrale der Niederösterreichischen Escompte-Gesellschaft errichtet. Nach der Fusion mit der Österreichischen Creditanstalt 1934 diente das Gebäude weiterhin als Bankgebäude und wurde einige Jahrzehnte von der Länderbank genutzt. Es handelt sich um einen der ersten klassizistisch verkleideten Stahlbetonbauten in Wien, errichtet anstelle des von den damaligen Denkmalschützern (und Adolf Loos) heftig betrauerten Gebäudes des Hofkriegsrats (an der Stelle des Palas der Babenberger Pfalz, späteren Münze, dann Karmeliter- und Jesuitenkloster). Das 1913–1915 von Ernst Gotthilf und Alexander Neumann errichtete Bankgebäude wies eine bemerkenswerte Kassenhalle und Direktionsetage auf und ist denkmalgeschützt. An der Fassade befinden sich Reliefs von Gutenberg, Columbus, Alessandro Volta und Josef Ressel sowie eine Gedenktafel für Henry Dunant. 1995/97 wurde das Gebäude durch Hermann Czech adaptiert. Im Sommer 2008 wurde es verkauft und zu einem Luxushotel umgebaut.[8] Im Rahmen der Bauarbeiten ereignete sich am 18. November 2011 ein Großbrand, bei dem der historische Festsaal im ersten Stockwerk völlig zerstört wurde und der ebenerdige Kassensaal schwerste Schäden davontrug.[9] 2014 wurde das Luxushotel Park Hyatt Vienna, von der Signa Holding entwickelt, eröffnet.[10]
- Die Österreichische Kontrollbank (Nr. 3–4) wurde 1912–1915 von den Otto-Wagner-Schülern Otto Schönthal, Emil Hoppe und Marcel Kammerer erbaut. Im Ständestaat war hier der Sitz der Vaterländischen Front, der am 11. März 1938 unter Führung des späteren Wiener Bürgermeisters Hanns Blaschke von der NSDAP gestürmt wurde, 1938 war es kurzfristig Sitz des Gauleiters von Wien, seit 1946 ist es Sitz der Kontrollbank. An dieser Stelle befand sich von 1630 bis 1913 die apostolische Nuntiatur (siehe Palais der Apostolischen Nuntiatur), in der von 1668 bis 1671 Antonio Pignatelli wirkte, der spätere Papst Innozenz XII.
- Das Haus „Zum Hahnenbeiss“ (Nr. 5) ist ein spätklassizistisches Wohnhaus, das 1818–1820 anstelle des „Käsehauses“ erbaut wurde, das ab 1683 die erste Käsehandlung Wiens beherbergte und in dem sich auch die Ausgabestelle für Öl für die 1637 eingeführte abendliche Straßenbeleuchtung befand.
- Bürogebäude der Verbund AG (Nr. 6a), erbaut 1952 bis 1954 von Carl Appel. Die Nebenfassaden wurden 1982 nach Plänen von Sepp Stein und der Eingangsbereich 2005/2006 nach einem Entwurf von Christian Knechtl gestaltet.[11] Am 9. Oktober 2008 wurde die vom dänisch-isländischen Künstler Olafur Eliasson projektierte Installation „Yellow Fog“, die die Fassade des Gebäudes bei Einbruch der Dunkelheit 20 Minuten in gelben Nebel hüllt, in Betrieb genommen.[12]
- Das Märkleinsche Haus (Nr. 7) ist ein hochbarockes Bürgerhaus, das 1727–1730 nach Entwürfen von Johann Lucas von Hildebrandt erbaut wurde. Das Haus gehört zur Wiener Berufsfeuerwehr und beherbergt das Wiener Feuerwehrmuseum. Im Haus, das vorher an dieser Stelle stand, starb 1683 während der zweiten Türkenbelagerung der Wiener Bürgermeister Liebenberg, woran ein Relief an der Fassade erinnert.
- Schmales Haus (Nr. 8): Bedeutendes Renaissance-Bürgerhaus, vor 1566 erbaut, Sterbehaus des Bürgermeisters Jakob Daniel Tepser. Das schmale Haus Am Hof 8 wurde gemäß einer Inschrift im Gebäude 1508 erbaut. 1857 gründete Johann Kattus das Wiener Traditionsunternehmen Kattus in dem Haus und es diente lange als Verkaufslokal für die gleichnamige Sektkellerei. Das Haus ist seitdem auch als Kattus Haus bekannt. Heute befindet sich Wiens erster Private Members Club AM HOF 8, betrieben von Johannes Kattus, in der Immobilie. Der Klub liegt in zentraler Lage und dient als exklusiver Treffpunkt für seine Mitglieder. Darüber hinaus dient der Klub als Veranstaltungsort für Vorträge und Seminare.[13][14]
- Wiener Feuerwehr (Nr. 9). 1686 wurde hier die Wiener Feuerwehr gegründet, eine der ältesten Berufsfeuerwehren der Welt. Hier stand bis 1945 das von Anton Ospel 1732 umgebaute ehemalige Unterkammeramtsgebäude, an seiner Stelle zuvor der Wasserstadel, in dem die Wasservorräte zum Feuerlöschen gespeichert wurden. Unter dem Haus befinden sich römische Ausgrabungen der Siedlung Vindobona. Nach begrenzten Bombenschäden zu Ende des Zweiten Weltkriegs wurde hier in den 1950er-Jahren ein Neubau mit zusätzlicher Geschoßfläche aber stilistisch an den Vorgängerbau erinnernder Fassade und Dachform errichtet[15]

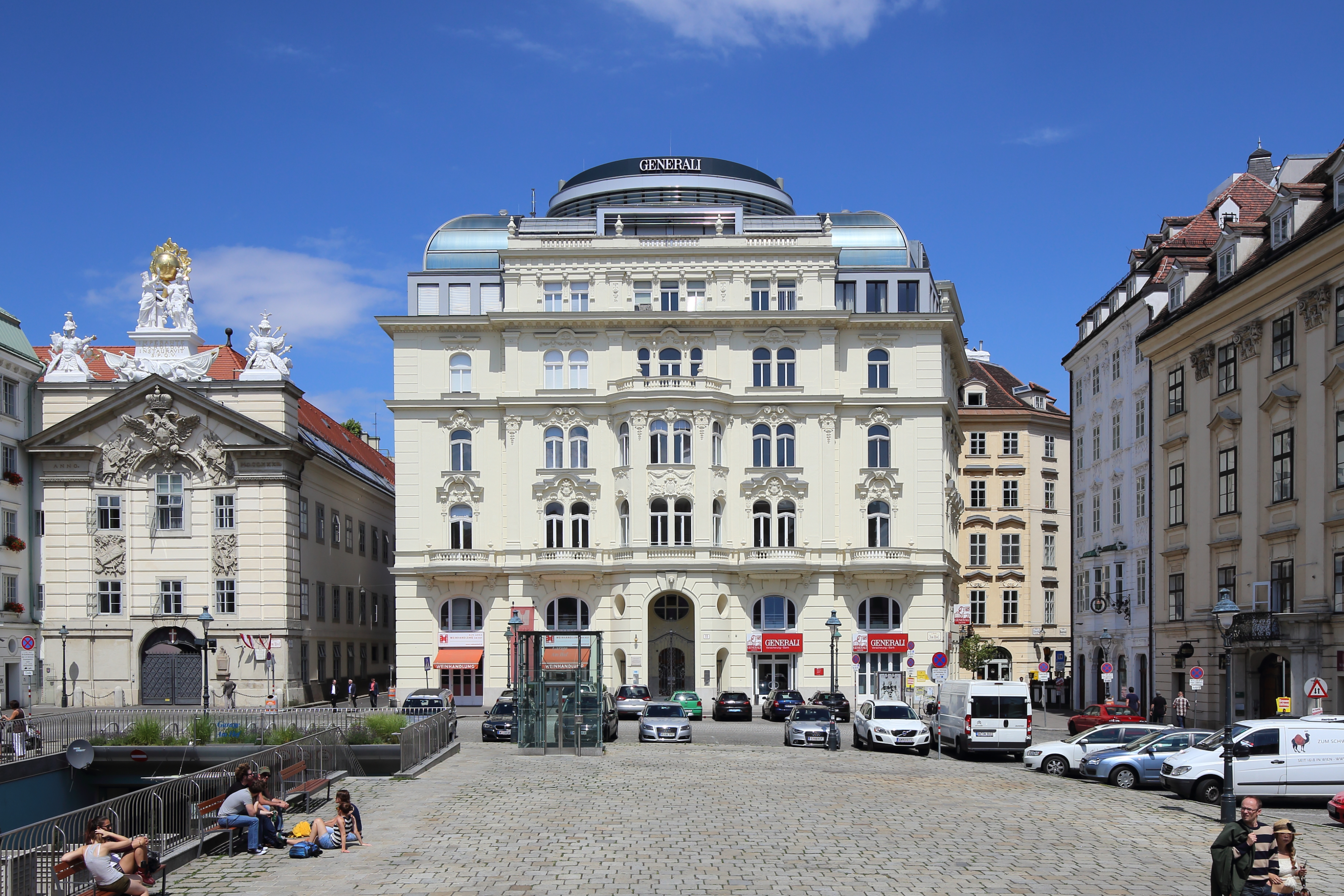
Im Zentrum das Wohn- und Miethaus Am Hof Nr. 11 und links das ehemalige bürgerliche Zeughaus

- Das späthistoristische Wohnhaus (Nr. 11) trägt eine vergoldete Türkenkugel aus der zweiten Türkenbelagerung am Portal und wurde 1882/83 erbaut, die Fassade 1933 von Otto Schönthal und Emil Hoppe umgestaltet. Um 2010 erfolgte ein Dachausbau in Anlehnung in den Kriegswirren verloren gegangenen historischen Proportionen.[16]
Hier befand sich das „Haus zur goldenen Kugel“, das ein bekanntes Gasthaus, später ein beliebtes Marktlokal beherbergte. Daneben stand der Ledererhof, der aus dem Haus „Zu den fünf Kronen“ und vier kleineren Nachbarhäusern hervorgegangen war und seinen Namen nach der Lederer-Innung trug, die sich wie auch die Färber ihr Zunfthaus in der Nähe des Tiefen Grabens bauten, da ihr Beruf an die Nähe des Wassers gebunden war.
- Das Urbanihaus (Nr. 12) wurde 1630/39 auf einer Parzelle erbaut, die bis 1421 Teil der mittelalterlichen Judenstadt war. Mit einem spätmittelalterlichen Keller und Fundamentresten der Vorgängerbauten ist es eines der bemerkenswertesten Bauten im Ensemble des Platz Am Hof. Im Inneren befindet sich eine romantisierende Taverne aus dem Jahr 1906 mit Tierfiguren nach Entwürfen von Fritz von Herzmanovsky-Orlando.